# Yannick Yankam
Yannick Yankam, né le 12 décembre 1997 à Ħal Qormi est un footballeur international maltais qui joue au poste de milieu de terrain à Lexington SC en USL Championship.

## Biographie
Yankam a commencé sa carrière avec Qormi, où il a joué en tant que jeune joueur. En 2019, il rejoint Birkirkara. Il fait ses débuts en équipe senior le 23 août 2019 lors d'une défaite 1-0 en championnat contre Floriana. Il a marqué son premier but le 22 février 2020 lors d'une victoire 2-1 en championnat contre Hibernians. En 2023, après avoir marqué son premier but international, Yankam était considéré comme un espoir du football maltais.
Le 8 janvier 2024, Yankam a rejoint le club américain Lexington SC en USL League One,.

## Carrière internationale
Yankam a fait ses débuts en équipe senior le 23 mars 2023, marquant lors d'une défaite 2-1 en éliminatoires du Championnat d'Europe de l'UEFA contre la Macédoine du Nord.

### But international
| #  | Date         | Lieu                                  | Adversaire        | Score | Résultat | Concours                      |
| -- | ------------ | ------------------------------------- | ----------------- | ----- | -------- | ----------------------------- |
| 1. | 23 mars 2023 | Toše Proeski Arena, Macédoine du Nord | Macédoine du Nord | 1–2   | 1–2      | Qualifications UEFA Euro 2024 |

## Vie personnelle
Yankam est né à Malte d'un père camerounais et d'une mère maltaise.

## Palmarès

### Club
Birkirkara
- Coupe de Malte : 2022-2023